# 都逢渉
都 逢渉（ト・ボンソプ、朝鮮語: 도봉섭、1904年4月8日 - 没年不詳）は、大韓民国の植物学者、薬学者。北朝鮮の政治家。第2期最高人民会議代議員。本貫は星州都氏。妻は画家の鄭燦英。
本籍はソウル市東大門区回基洞。

## 経歴
咸鏡南道出身。東京帝国大学（現・東京大学）医学部薬学科卒。1945年11月から1946年10月まで初代朝鮮生物学会（現・韓国生物科学協会）会長を務め、1946年から1949年まで初代朝鮮薬学会（現・大韓薬学会）会長を務めた。朝鮮戦争中の1950年9月26日午前ごろ、大学へ出勤後に行方不明になった。北朝鮮側の関係者2名によって拉致されたと見られる。以後平壌医科大学の教授、第2期最高人民会議代議員を務めた痕跡がある。その後の消息、没年不明。